# Chris Korb
Pour les articles homonymes, voir Korb.
Chris Korb est un joueur américain de soccer né le 8 octobre 1987 à Gates Mills (Ohio). Il évolue au poste de défenseur latéral gauche avec le D.C. United en MLS.

## Biographie
Pour son année senior, Chris Korb remporte le titre national de la NCAA en 2010 avec les Zips d'Akron. Comme son coéquipier Perry Kitchen, il est repêché par le D.C. United en 31e position lors de la MLS SuperDraft 2011.

## Palmarès
- Champion de NCAA en 2010 avec les Zips d'Akron
- Vainqueur de la Lamar Hunt US Open Cup en 2013 avec le D.C. United